# Bernard Gilpin
Bernard Gilpin (1517 - 4 de marzo de 1583), también conocido como el «Apóstol del Norte», fue un teólogo inglés.
Gilpin descendía de una familia de Westmorland, y nació cerca de Kentmere de Kendal, Cumbria, Inglaterra.
Fue educado en The Queen's College, Oxford, graduándose en 1540 en Letras (BA), Artes (MA) en 1542 y Divinidad (BD) en 1549. Fue elegido miembro del Queens y ordenado sacerdote en 1542, después fue elegido estudiante de la Christ Church (Oxford).
En Oxford, se unió primero al lado conservador, y defendió las doctrinas de la Iglesia en contra de John Hooper, pero su confianza se vio sacudida en un debate público que tuvo con Pietro Martire Vermigli. En 1552, predicó un sermón sobre sacrilegio ante el rey Eduardo VI de Inglaterra, que fue debidamente publicado y muestra el alto ideal que tenía formado. Casi al mismo tiempo se presentó en la casa parroquial de Norton, en la diócesis de Durham, y obtuvo una licencia de William Cecil, como predicador en general en todo el reino.